# Cooper T20
La Cooper T20 è una monoposto di Formula 1 realizzata dalla scuderia britannica Cooper per partecipare al Campionato mondiale di Formula 1 1952. Ha preso parte a otto Gran Premi tra il 1952 e il 1953.